# Swojskie klimaty
Swojskie klimaty – program telewizyjny nadawany w latach 1994–1997 w telewizji publicznej (TVP1), mający cechy magazynu rozrywkowego, kulturalnego, folklorystycznego i kulinarnego. Program nadawany był co tydzień w soboty lub niedziele w kilku blokach. Prowadzili go Jan Pospieszalski, Tomasz Konecki oraz Joanna Kalinowska-Rzyska.
Główną osią programu były rozmowy z zaproszonymi gośćmi, dotyczące rodziny, wychowania dzieci, zdrowia, tradycji, historii, muzykowania itp. Zaproszone osoby często śpiewały i grały, razem z Janem Pospieszalskim. Występowały stałe punkty programu, takie jak konkurs Twoje pięć minut (jeden z pierwszych opartych na systemie audiotele), Gotuj z nami czy Porady ojca Leona, ale także dział poświęcony modzie czy prawom fizyki.